# Moumi Sébergué
Moumi Sébergué (ur. 7 grudnia 1977) – czadyjski lekkoatleta specjalizujący się w biegach na 100 metrów, olimpijczyk. 
Sébergué dwukrotnie reprezentował Czad na igrzyskach olimpijskich w biegach na 100 metrów: w Sydney (2000) oraz w Pekinie (2008). W zawodach tych zajmował siódme miejsca w biegach pierwszej rundy.

## Rekordy życiowe
| Dystans            | Wynik | Miejsce | Data             |
| ------------------ | ----- | ------- | ---------------- |
| Bieg na 100 metrów | 11.14 | Pekin   | 15 sierpnia 2008 |